# هنزه
هُنزه (اردو: ہنزہ) یا کانجوت  یک شاهزاده‌نشین مطیع هند بریتانیا از سال ۱۸۹۲ تا اوت ۱۹۴۷ میلادی بود که به مدت سه ماه استقلال یافت ولی مجدداً از نوامبر سال ۱۹۴۷ تا سال ۱۹۷۴ یکی از شاهزاده‌نشین‌های مطیع پاکستان شد. هنزه مناطقی را در بر می‌گرفت که در حال حاضر شمال گلگت-بلتستان پاکستان را شامل می‌شود.